# Draconarius yichengensis
Draconarius yichengensis är en spindelart som beskrevs av Wang 2003. Draconarius yichengensis ingår i släktet Draconarius och familjen mörkerspindlar. Inga underarter finns listade i Catalogue of Life.